# لوليد ولد وداد
لوليد ولد وداد ( 1947-2024 ) سياسي موريتاني مدير ديوان الرئيس الموريتاني السابق معاوية ولد سيدي أحمد الطائع مدة 19 سنة، وكان رجل ثقته ومستودع سره 
المولد والنشأة :
ولد سنة 1947 بمدينة وادان التاريخية إحدى مقاطعات ولاية آدرار الواقع في شمال الجمهورية الإسلامية الموريتانية
تابع دراسته التعليمية الابتدائي في موريتانيا، ثم انتقل إلى دكار بالسنغال لمتابعة دراسته الجامعية حيث تخرج دكتورا في الطب البيطري
المسار المهني
- منسق  حركة التطوع التي أنشاتها الجنة العسكرية في بداية الثمانينات
- وزير للتنمية الريفية سنة 1980 في حكومة سيد أحمد ولد ابنيجاره التي شكلتها اللجنة العسكرية إبان حكم الرئيس محمد خونه ولد هيدالة
-        مدير ديوان الرئيس معاوية ولد سيدي أحمد ولد الطائع منذ انقلابه على سلفه الرئيس محمد خونه ولد هيدالة 12 دجنبر 1984 إلى غاية 1996
-        وزير للتهذيب الوطني سنة 1996 لمدة وجيزة ثم عاد إلى منصبه مديرا لديوان رئيس الجمهورية
- مدير ديوان رئيس الجمهورية معاوية ولد سيدي أحمد ولد الطائع من 1996 إلى 2003
-        انتخب منذ بداية المسلسل الديمقراطي 1992 نائبا عن مدينة وادان، وبقي في هذا المنصب إلى غاية 2013  
التجربة السياسة
-        عضو مؤسس في الحزب الجمهوري الديمقراطي الاجتماعي الذي تأسس 1991 وكان يرأسه الرئيس معاوية ولد سيدي أحمد الطائع
-       أمين عام للحزب الجمهوري الديمقراطي الاجتماعي  2003 لفترة وجيزة حيث أعفي من منصبه في مستهل يوليو 2033 بعد محاولة انقلاب 2003 التي قادها صالح ولد حنن ورفاقه
- أسس حزب "تجمع الشعب الموريتاني" 04 إبريل 2009م رفقة عدد من كبار أطر الدولة الموريتانية  ثم اندمج هذا الحزب لاحقا مع حزب كان يتزعمه السياسي بيجل ولد هميد تحت اسم حزب الوئام حيث أصبح لوليد ولد وداد نائيا لرئيس حزب الوئام
شخصيته:
كان رجل دولة بامتياز يجمع بين الفعالية، والمحافظة على أسرار الدولة، ذو رؤية استراتيجية، وخبرة واسعة في إدارة الملفات الشائكة، كما كانت له علاقات واسعة بجميع دوائر صناعة القرار في موريتانيا، وبجميع طبقات المجتمع الموريتاني، وصف المفكر محمد يحظيه ولد بريد الليل الدكتور لوليد ولد وداد بأنه:"كتاب ثمين يصعب فتحه" بينما قال عنه الرئيس الموريتاني السابق أنه كان الأمين المؤتمن على مصالح موريتانيا العليا
اللغات : العربية والفرنسية
   وفاته
توفي في 08 دجنبر 2024